# Dolmens du Bois de Lardigny
Les dolmens du Bois de Lardigny sont un ensemble de trois sépultures préhistoriques situées sur la commune de Vitry-lès-Nogent, dans le département de la Haute-Marne.

## Dolmen de la Pierre Alot

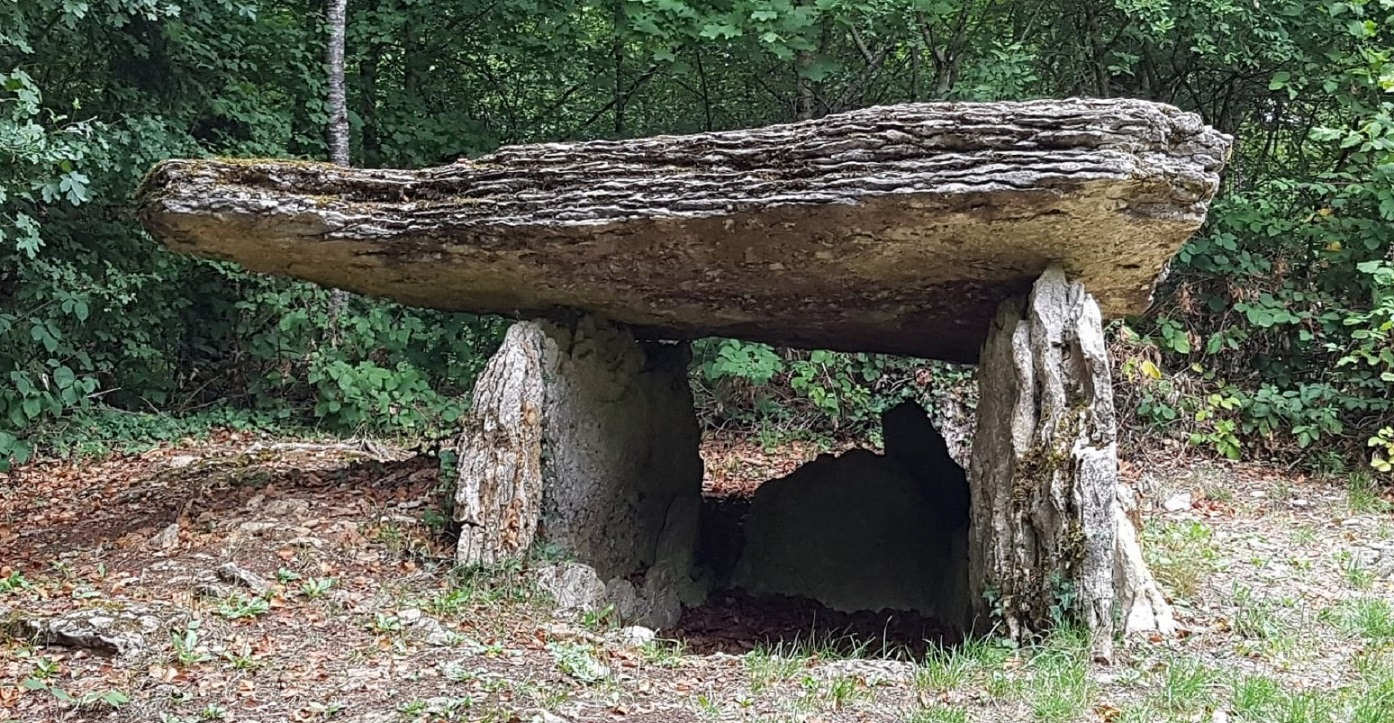
Dolmen de la Pierre-Alot

Le dolmen est décrit une première fois par l'abbé Godard en 1860. Il est partiellement fouillé par A. Daguin puis le père Bonaventure dans les années 1870. L'édifice est restauré en 1950 par P. Ballet mais son architecture initiale est inconnue. Le dolmen de la Pierre Alot est classé au titre des monuments historiques en 1889.
C'est un dolmen simple composé de deux orthostates et d'une dalle de chevet, le tout délimitant une chambre de 1,90 m sur 1,20 m orientée sensiblement nord-sud. La table de couverture mesure 3 m de longueur sur 3 m de largeur et 0,35 m d'épaisseur. Son poids est estimé à 9 t. Le sol de la chambre est recouvert d'un dallage toujours visible.
Le tumulus, désormais incomplet, a été estimé par Louis Lepage à environ 13 m de diamètre pour 1,20 m de hauteur.

## Sépultureno2
Elle est située à environ 300 m à l'est de la Pierre Allot au centre d'un tumulus de 10 m à 12 m de diamètre. C'est une sépulture en T composée d'une première partie orientée ouest-est séparée en deux segments de respectivement 3 m et 2 m de long sur 0,80 m de large. Une seconde partie, perpendiculaire à la première, mesure 2,50 m sur 0,50 m de largeur interne. Selon les descriptions anciennes, les dalles de cette deuxième partie étaient inclinées vers l'intérieur et se touchaient par leur sommet.
Le père Bonaventure y aurait découvert quelques fragments osseux et trois silex taillés.

## Sépultureno3
Elle est située à environ 30 m au nord de la sépulture no 2. Son état est très dégradé. Selon le père Bonaventure, elle comportait deux compartiments. La structure désormais visible est celle d'un coffre, orienté est-ouest, d'environ 3 m sur 0,90 m au milieu d'un tertre de 7 m à 8 m de diamètre. Plusieurs dalles visibles en surface correspondent peut-être aux orthostates latéraux qui ne sont plus en place.